# Улица Скую (Рига)
Улица Ску́ю (латыш. Skuju iela — «Хвойная») — улица в Северном районе Риги, в историческом районе Вецмилгравис. Пролегает в северо-восточном направлении от улицы Мелдру до проспекта Вецакю. Служит границей микрорайонов Вецмилгравис-1 и Вецмилгравис-2 («Зиемельблазма»).
Общая длина улицы Скую составляет 1032 метра. Улица на всём протяжении асфальтирована, движение двустороннее. Общественный транспорт не курсирует. Средняя ширина проезжей части — 7 метров.

## История
На плане 1912 года нынешняя улица Скую показана как западная граница застройки «Старого Мюльграбена» (современный Вецмилгравис), проходящая от 1-й до 4-й линии (ныне улица Аугуста Домбровска). Сведений о названии улицы в этот период не встречается.
После вхождения Вецмилгрависа в черту Риги (1924), улица Скую впервые упоминается в городских адресных книгах в 1930 году под названием улица Домбровска. В 1932 году название в честь Августа Домбровского было присвоено нынешней улице Мартас Ринкас, а прежняя улица Домбровска получила название Скую, которое в последующие годы не изменялось. Предполагается, что это название связано с лесопарком, по которому проходит дальняя часть улицы.

## Застройка
Улица застроена преимущественно современными многоквартирными домами и общественными зданиями. Историческая застройка сохранилась лишь фрагментарно.
- Дом № 6 — бывший жилой дом семьи Виксне, владевшей расположенным рядом продовольственным магазином[4].
- Дом № 11 — Рижская 31-я средняя школа[латыш.] (1977, типовой проект).
- Дом № 14 — экспериментальный детский сад на 280 детей (в настоящее время — дошкольное учреждение «Блазминя»), 1978—1979 гг.
- Дом № 28 — Рижская 46-я основная школа[латыш.] (1966, типовой проект).
- Дом № 29 — старое здание 31-й средней школы имени Вилиса Лациса (1952—1954, типовой проект).

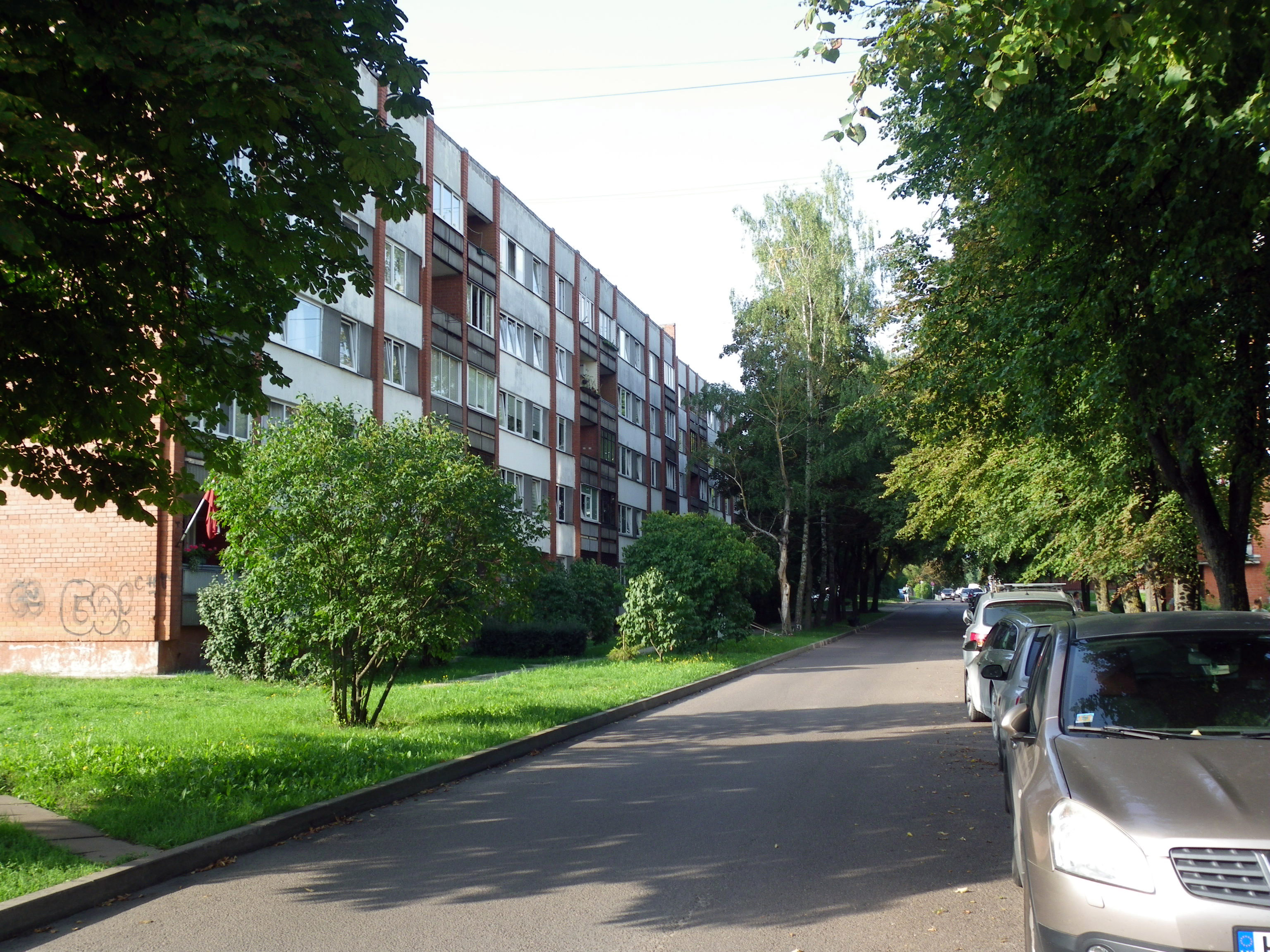
Начало улицы
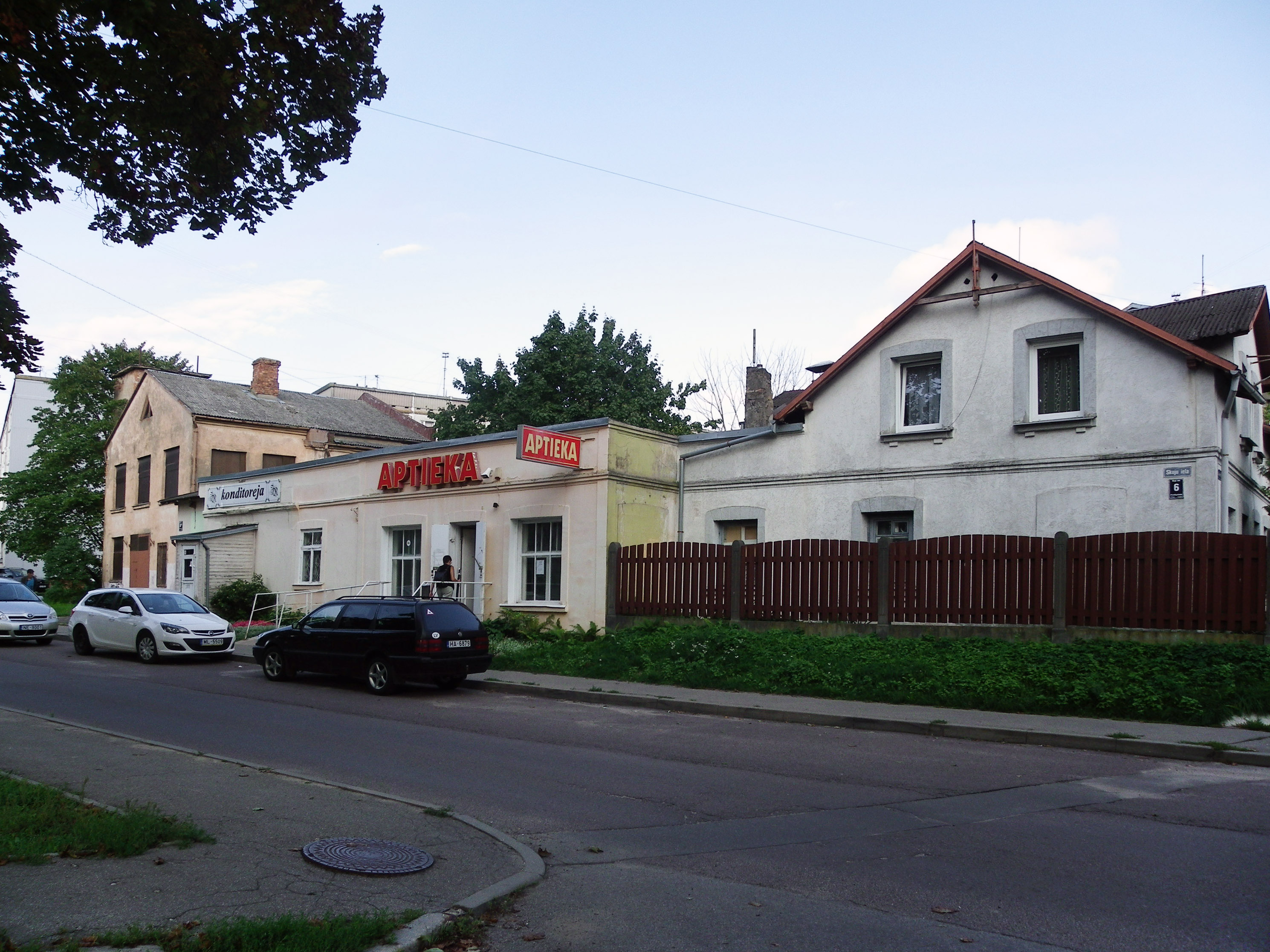
Дом № 6—6B
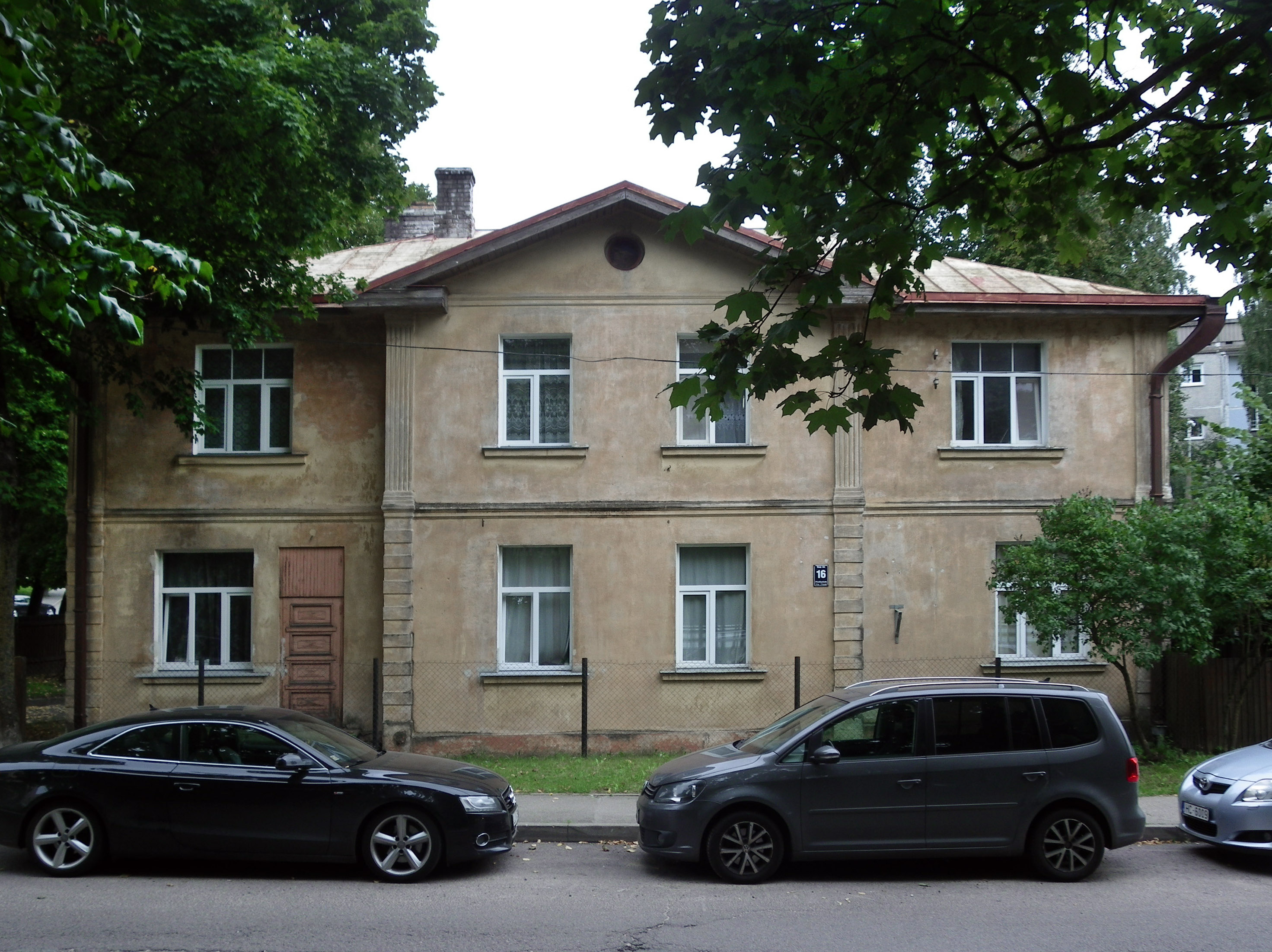
Дом № 16
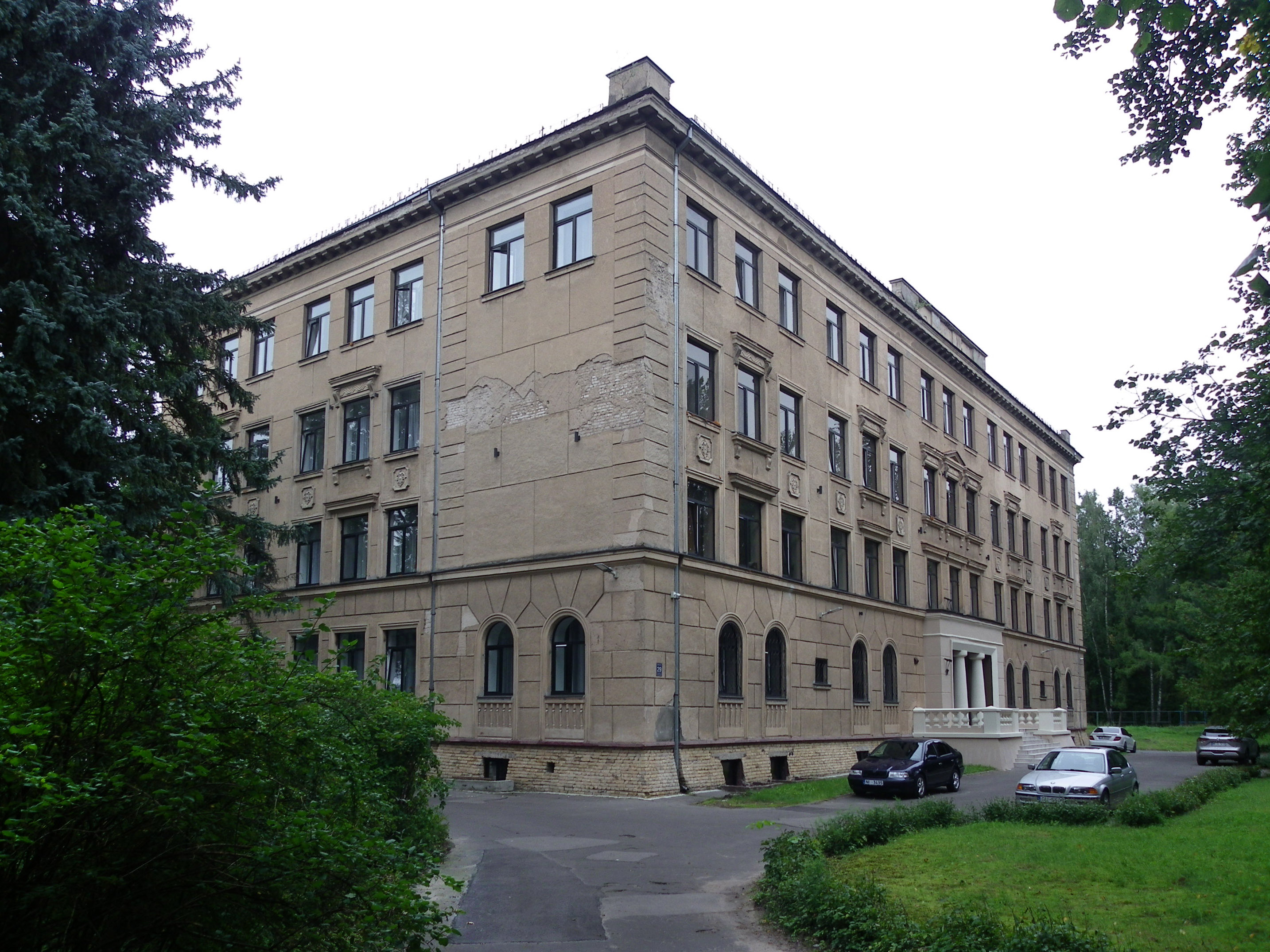
Дом № 29
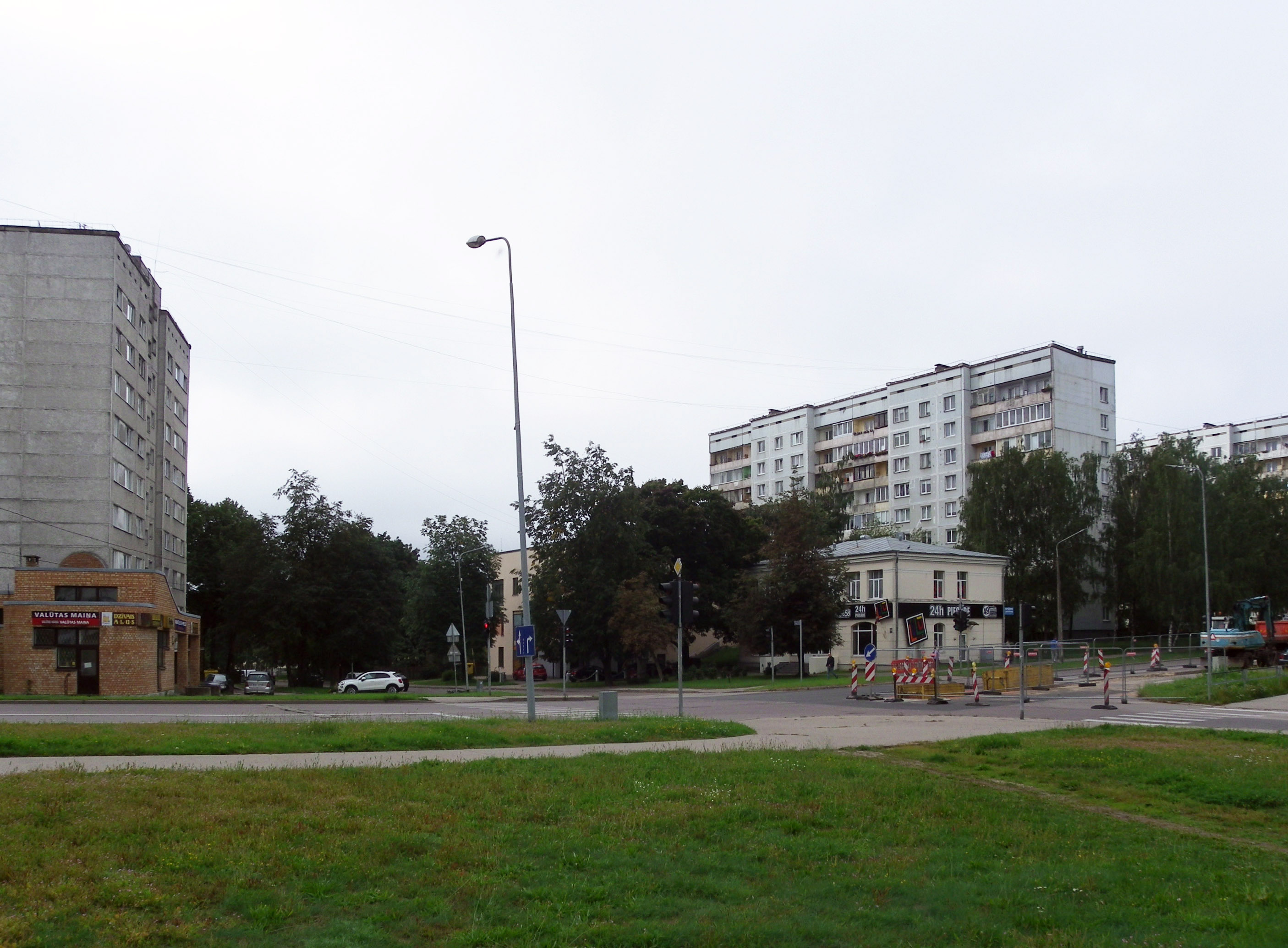
Перекрёсток с улицей А. Домбровска
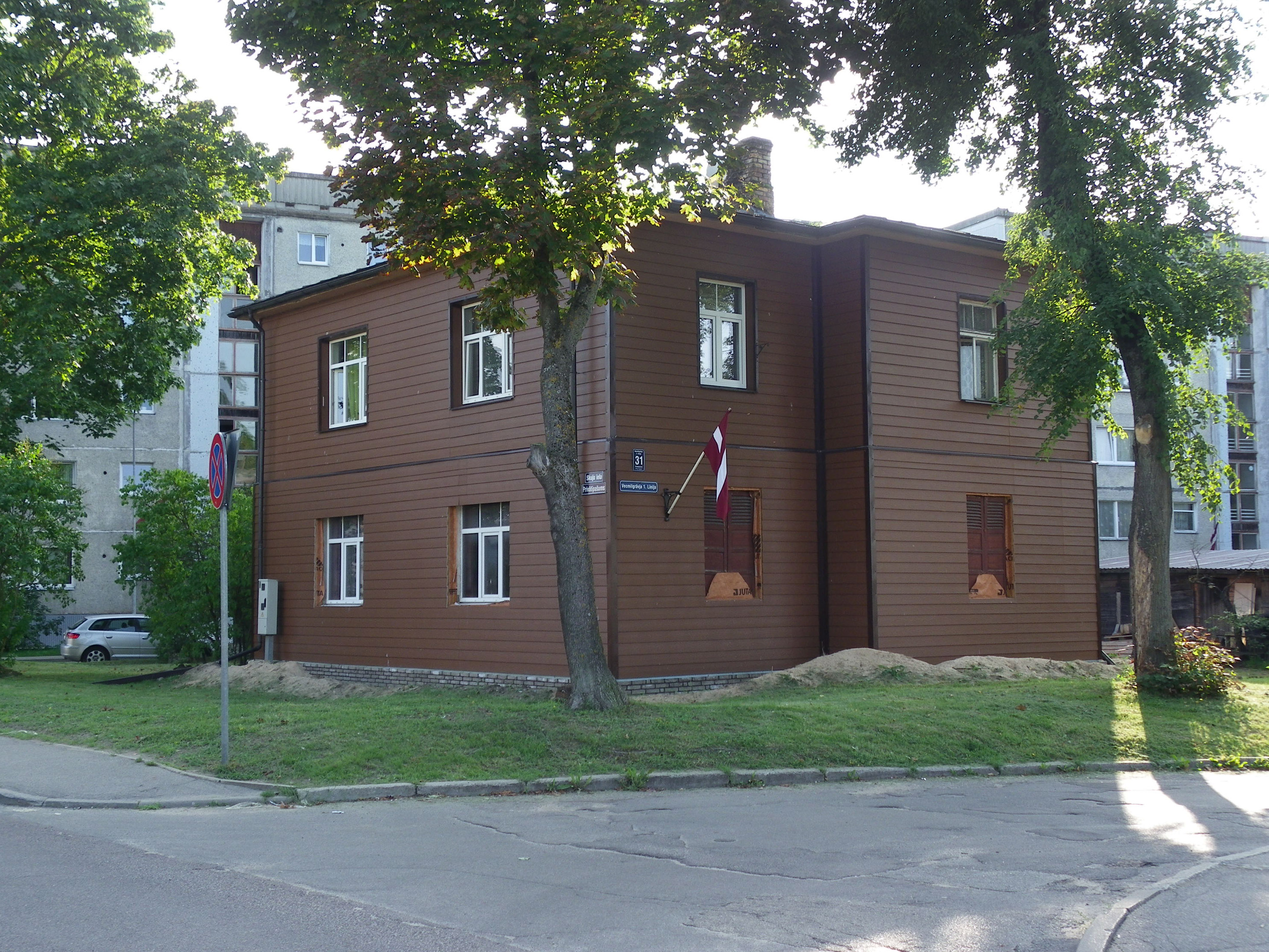
Реновированный дом на углу 1-й линии
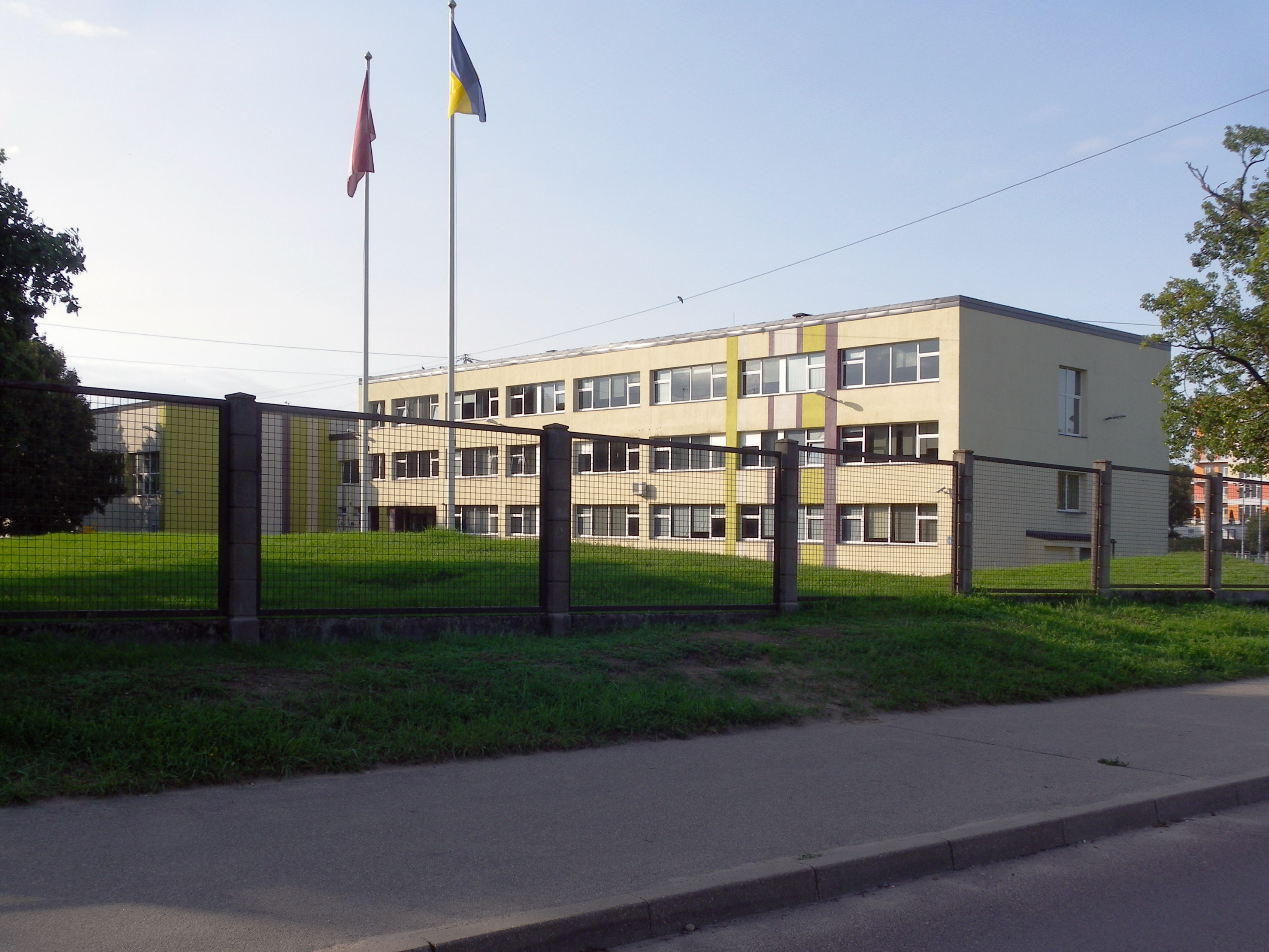
Школа № 31
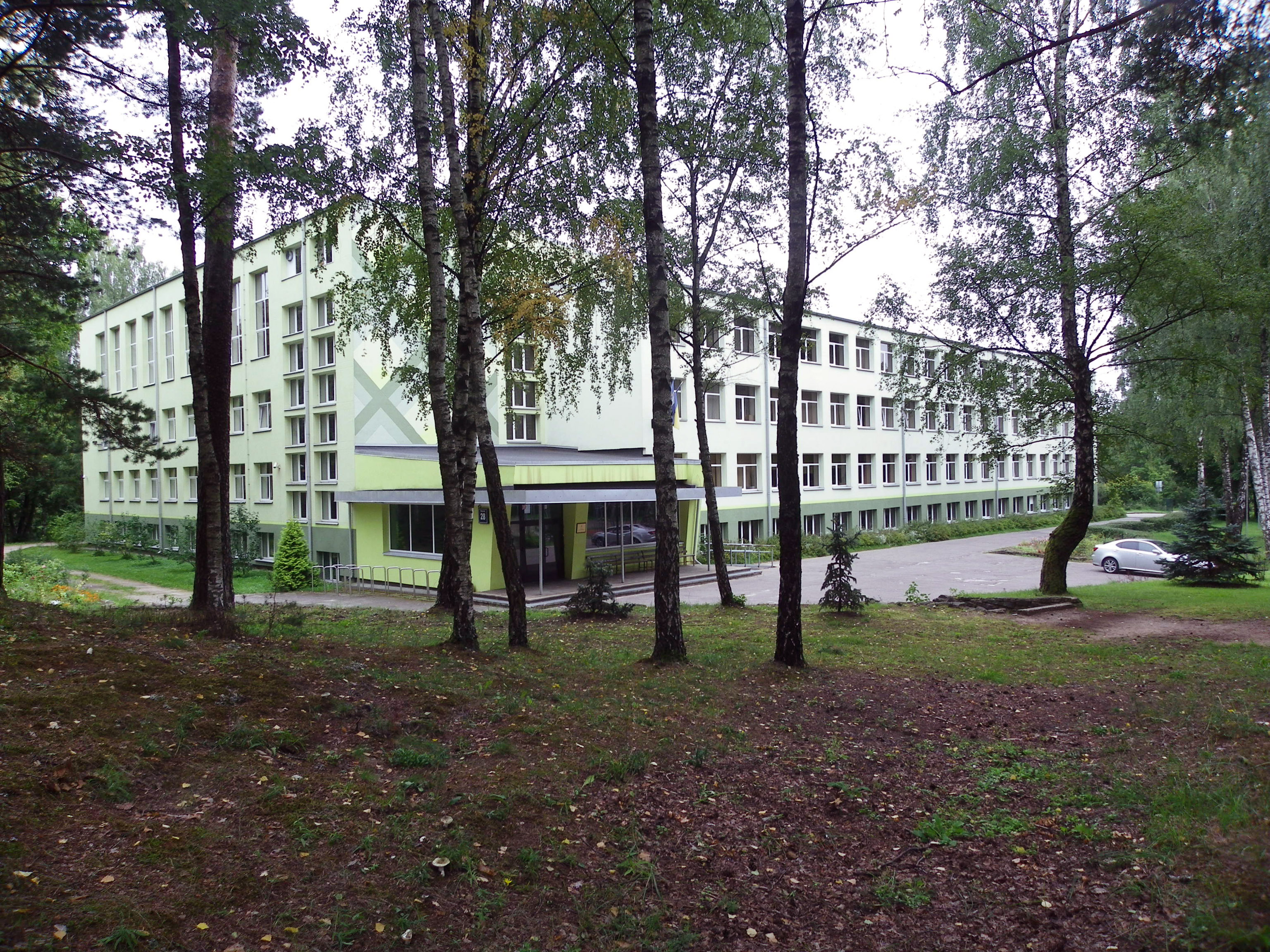
Школа № 46

## Прилегающие улицы
Улица Скую пересекается со следующими улицами:
- улица Мелдру
- улица Вецмилгравья
- 1-я линия Вецмилгравья
- Эджиня гатве
- улица Аугуста Домбровска
- улица Пундуру
- улица Сниедзес
- проспект Вецакю